# Einschienenbahn Ghom
Die Einschienenbahn Ghom, auch Monorail Ghom genannt,  ist ein im Bau befindliches öffentliches Personennahverkehrssystem in Ghom und ergänzt das ebenfalls im Bau befindliche U-Bahn-System.

## Planung und Bau

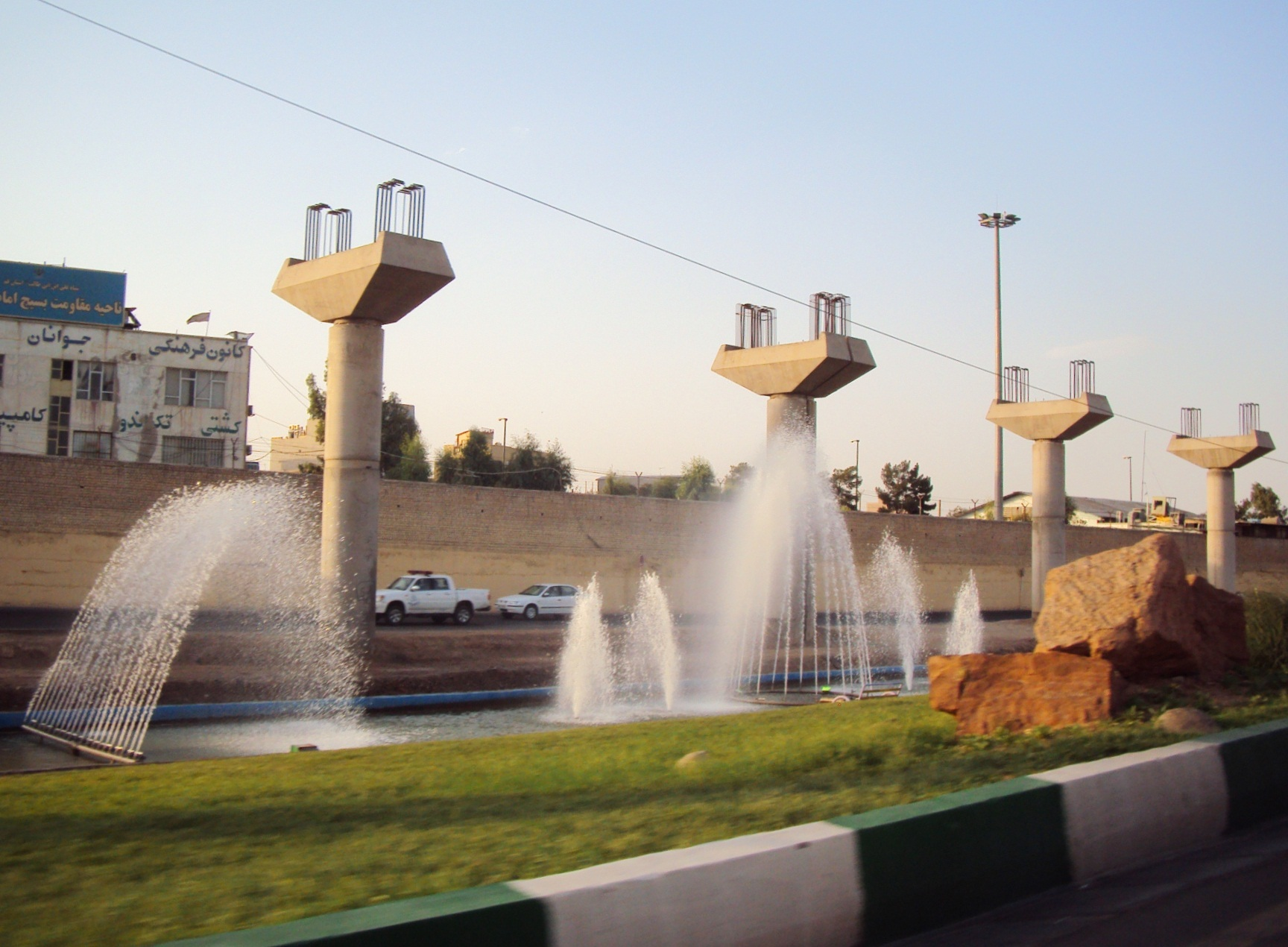
Der erste Abschnitt in Bau im Juni 2014

Die Planungsgesellschaft Metra Consult für die Errichtung des Streckennetzes des Personennahverkehrs in Ghom wurde 2009 gegründet. Die Bauarbeiten werden vom Baukonsortium Mapna/Kisun durchgeführt und begannen für den ersten Abschnitt sowie das Bahnbetriebswerk im selben Jahr. Die Kosten für den ersten Abschnitt wurden auf 120 Millionen US-Dollar beziffert.
Ursprünglich sollte die Gesamtstrecke 2016 in Betrieb gehen, es gab aber wiederholt Verzögerungen durch Finanzierungsprobleme und Beschwerden aus der Bevölkerung. Nach ersten Testfahrten im Frühjahr 2016 ruhten die Bauarbeiten jahrelang. Im Jahr 2022 wurde bekannt gegeben, dass die Probleme gelöst seien, die Staatsregierung die Finanzierung übernehme und der Bau der Einschienenbahn wieder aufgenommen werde. Im Sommer 2023 war der erste Abschnitt baulich weitgehend fertiggestellt, sodass im September 2023 weitere Testfahrten auf der Strecke begannen. Ob und wann der erste Streckenabschnitt eröffnet wird und ob der zweite Abschnitt umgesetzt wird, ist aktuell (Stand Juli 2024) nicht öffentlich bekannt.

## Streckenverlauf
Die Strecke der Einschienenbahn durchquert als Durchmesserlinie das Stadtgebiet von Ghom von Nordost nach Südwest.

### Abschnitt 1
Der erste Abschnitt führt vom Stadtrand Ghoms entlang einer Hauptstraße in die Innenstadt bis zur Großen Moschee. Sie verläuft mit acht Stationen über 6,0 Kilometer Streckenlänge vollständig aufgeständert, am nördlichen Streckenende befinden sich das Zugdepot und das Betriebswerk.

### Abschnitt 2
Die Fortsetzung der Linie verbindet die Innenstadt mit dem südwestlich liegenden Vorort Pardisan. Die Strecke führt über neun Stationen und knapp 12 Kilometer Länge ebenfalls vollständig aufgeständert entlang von Hauptverkehrsstraßen und verknüpft an ihrer Endstation mit der im Bau befindlichen Schnellfahrstrecke von Teheran nach Isfahan.

## Technik
Die Einschienenbahn Ghom ist eine Sattelbahn der Bauart ALWeG. Auf einem Fahrbalken sitzen die über Tragräder auf und Führungsräder seitlich des Balkens bewegten sowie mit seitlicher Stromzuführung versorgten Züge. Fahrweg und Rollmaterial sind aus dem bewährten System von Hitachi abgeleitet. Die einzelnen Züge bestehen aus zwei Wagen und werden von Furnò Costruzioni Ferroviarie (F.C.F.) in Italien hergestellt. Für den ersten Abschnitt sollen insgesamt 20 Zuggarnituren beschafft werden. Der Betrieb soll vollautomatisch sein.